# Mashhadlū
Mashhadlū (persiska: مشهدلو) är en ort i Iran.   Den ligger i provinsen Ardabil, i den nordvästra delen av landet, 500 km nordväst om huvudstaden Teheran. Mashhadlū ligger 1 263 meter över havet och antalet invånare är 107.
Terrängen runt Mashhadlū är lite bergig, och sluttar norrut. Runt Mashhadlū är det ganska tätbefolkat, med 67 invånare per kvadratkilometer. Närmaste större samhälle är Germī, 5,9 km norr om Mashhadlū. Trakten runt Mashhadlū består till största delen av jordbruksmark.